# قانون التسوية 1701
قانون التسوية 1701 هو قانون صادر عن البرلمان الإنجليزي مُرر عام 1701 لتسوية ولاية التيجان الإنجليزية والأيرلندية على البروتستانت فقط. كانت البروتستانتية التالية في ترتيب ولاية العرش هي صوفيا ناخبة هانوفر، حفيدة جيمس السادس ملك اسكتلندا، وجيمس الأول ملك إنجلترا وأيرلندا. بعدها، لم ينتقل التاج إلا لورثتها من غير الروم الكاثوليك.
كان الدافع وراء القانون فشل الملك وليام الثالث والثاني والملكة ماري الثانية، وكذلك آن أخت الملكة ماري، في إنجاب أي أطفال يبقون على قيد الحياة، وكون جميع أعضاء بيت ستيوارت الآخرين متدينين بالدين الكاثوليكي الروماني. كانت سلالة صوفيا أميرة هانوفر الأصغر سنًا بين آل ستيوارت، ولكنها تتألف من بروتستانت ملتزمين. توفيت صوفيا في 8 يونيو 1714، قبل وفاة الملكة آن في 1 أغسطس 1714. بوفاة الملكة آن، أصبح ابن صوفيا على النحو الواجب الملك جورج الأول، وبدأ عهد الأسرة الهانوفرية في بريطانيا.
لعب القانون دورًا رئيسيًا في تشكيل مملكة بريطانيا العظمى. فتشاركت إنجلترا واسكتلندا في حكم ملكي منذ عام 1603، لكنهما ظلتا دولتين منفصلتين. كان البرلمان الإسكتلندي أكثر ترددًا من الإنجليز في التخلي عن بيت ستيوارت، الذي كان أعضاؤه ملوكًا اسكتلنديين قبل أن يصبحوا إنجليزًا بوقت طويل. كان الضغط الإنجليزي على اسكتلندا لقبول قانون التسوية أحد العوامل التي أدت إلى الاتحاد البرلماني للبلدين عام 1707.
بموجب قانون التسوية، أصبح أي شخص يصبح كاثوليكيًا، أو يتزوج كاثوليكيًا، غير مؤهل ليرث العرش. فرض القانون أيضًا قيودًا على دور الأجانب في الحكومة البريطانية وعلى سلطة الملك فيما يتصل ببرلمان إنجلترا. عُدلت بعض هذه البنود بتشريعات لاحقة.
إلى جانب وثيقة حقوق 1689، ما زال قانون التسوية اليوم أحد القوانين الدستورية الرئيسية الفاعلة في لعرش المملكة المتحدة وممالك الكومنولث الأخرى، سواء بالادعاء أو التوطين. لا يمكن تعديل قانون التسوية في أي من الممالك إلا من خلال البرلمان الخاص بتلك المملكة، وبالاتفاق، فقط بموافقة جميع الممالك الأخرى، لأنه يمس الولاية على التاج المشترك.
في أعقاب اتفاقية بيرث عام 2011، دخل التشريع المعدل للقانون حيز التنفيذ عبر جميع أنحاء ممالك الكومنولث في 26 مارس 2015، وأزال عدم الأهلية المرتبط بالزواج من الروم الكاثوليك.

## السياق الأصلي
في أعقاب الثورة المجيدة، خضع تسلسل ولاية العرش الإنجليزي لوثيقة حقوق 1689، والتي أعلنت أن فرار جيمس الثاني ملك إنجلترا إلى فرنسا خلال الثورة بمثابة تنازل عن العرش، وأن ماري الثانية ابنة جيمس الثاني وزوجها، وليام الثالث (الذي كان أيضًا ابن أخت جيمس)، هم خلفاء جيمس. اشترطت وثيقة الحقوق على أن يمتد تسلسل ولاية العرش عبر ذريتهما، ثم عبر آن أخت ماري وذريتها، ثم إلى سلالة وليام الثالث من زواج لاحق محتمل. أثناء النقاش، حاول مجلس اللوردات إلحاق صوفيا وذريتها بتسلسل ولاية العرش، لكن التعديل فشل في مجلس العموم.
ماتت ماري الثانية دون أن تنجب عام 1694، ولم يتزوج وليام الثالث من جديد. في عام 1700، توفي الأمير وليام، دوق غلوستر، الذي كان ابن آن الوحيد الباقي على قيد الحياة بعد الطفولة، بسبب الحمى في سن الحادية عشرة. وهكذا، خُلِّفت آن لتكون الشخص الوحيد في ترتيب ولاية العرش. استثنت وثيقة الحقوق الكاثوليك من العرش، مما استبعد جيمس الثاني وذريته. لكنها لم تنص على الولاية التالية لآن. وهكذا رأى البرلمان ضرورة تسوية الولاية على صوفيا وذريتها، وبالتالي ضمان استمرارية التاج داخل سلالة البروتستانت.
مع تحديد الدين والنسب في البداية، أدى اعتلاء ويليام أمير أورنج للعرش عام 1689 لتحيزه اللاحق إلى تفضيلاته الأجنبية. بحلول عام 1701 كانت الغيرة الإنجليزية من الأجانب متفشية، وكان من الضروري فعل شيء لحل المشكلة.

## البنود
ينص قانون التسوية على أن يُمَرر العرش إلى صوفيا ناخبة هانوفر -حفيدة جيمس السادس والأول وابنة أخ الملك تشارلز الأول- وذريتها، لكنه استبعد «إلى الأبد» كل شخص يتصالح أو سيتصالح (بعد اعتلائه العرش) مع الكرسي الرسولي (البابوي)، أو يشارك في المناولة مع كنيسة روما أو يعتنق الديانة الكاثوليكية (البابوية) أو يتزوج من كاثوليكي (بابويّ)». وهكذا، مُنع أولئك الذين كانوا من الروم الكاثوليك، والذين تزوجوا من الروم الكاثوليك، من اعتلاء العرش. وجدير بالذكر أن القانون لم يشر حتى إلى مفهوم الزيجات بين ورثة العرش والمنتسبين لديانات غير المسيحية، إذ لم يكن من الممكن تصور ذلك في بريطانيا القرن الثامن عشر العظمى.
تضمَّن القانون ثمانية بنود إضافية لا تدخل حيز التنفيذ إلا في حالة وفاة كل من وليام وآن:
- «يجب أن يشارك الملك في المناولة (العشاء الرباني) مع كنيسة إنجلترا». كان الهدف من ذلك ضمان استبعاد أي ملك تابع للروم الكاثوليك، إذ كان دين جيمس الثاني هو السبب الرئيسي للثورة المجيدة عام 1688 إلى جانب استبداده المتصوَّر، والمشاكل السابقة المتعلقة بالدين وولاية العرش التي حُلَّت بالحكم الملكي المشترك لوليام الثالث وماري الثانية.
- إذا اعتلى العرش شخصٌ ليس من مواليد إنجلترا، فإن إنجلترا لن تشن حربًا من أجل «أي ممالك (دومنيونات) أو أقاليم لا تنتمي إلى التاج الإنجليزي، دون موافقة البرلمان». كان هذا توقعًا بعيد النظر، فعندما اعتلى عضو من أعضاء مجلس هانوفر العرش البريطاني، أبقى أراضي دائرة هانوفر في ما يعرف الآن بساكسونيا السفلى، جزءًا من الإمبراطورية الرومانية المقدسة وقتئذ. كان هذا البند خاملًا منذ أن اعتلت الملكة فيكتوريا العرش، لأنها لم ترث هانوفر بموجب القوانين السالية للولايات الناطقة بالألمانية.[7]